# Liste der Naturdenkmale in Hangen-Weisheim
Die Liste der Naturdenkmale in Hangen-Weisheim nennt die im Gemeindegebiet von Hangen-Weisheim ausgewiesenen Naturdenkmale (Stand 29. Februar 2024).

## Ehemalige Naturdenkmale
| Nr.         | Bezeichnung                               | Lage                                                       | Beschreibung                                                         | Bild                                    |
| ----------- | ----------------------------------------- | ---------------------------------------------------------- | -------------------------------------------------------------------- | --------------------------------------- |
| ND-7331-379 | Kastanie zwischen Dautenheim und Hochborn | nördlich des Ortes an der Kreuzung von L 409 und K 29 Lage | Aesculus hippocastanum; Baum abgegangen, Rechtsverordnung aufgehoben | Direkt Bild zu diesem Denkmal hochladen |
| ND-7331-471 | Schulwald                                 | östlich des Ortes; Flur In der Wegläng Lage                | flächenhaftes Naturdenkmal; Rechtsverordnung aufgehoben              | Direkt Bild zu diesem Denkmal hochladen |